# Mustrak
Mustrak (bułg. Мустрак) – wieś w Bułgarii, w obwodzie Chaskowo, w gminie Swilengrad. Według danych szacunkowych Ujednoliconego Systemu Ewidencji Ludności oraz Usług Administracyjnych dla Ludności, 15 grudnia 2018 roku miejscowość liczyła 216 mieszkańców.
Do 1934 roku wieś nazywała się Mustrakii.
Wieś znajduje się na dużej, nachylonej skale granitu gór Sakar. Miejscowość ta słynie ze strojów i kostiumów z bułgarskiego haftu.